# 江崎礼二
江崎 礼二（えざき れいじ、1845年4月9日（弘化2年3月3日） - 1910年（明治43年）1月28日）は、明治時代の写真家、政治家。本姓は塩谷。

## 経歴
1845年4月9日（弘化2年3月3日）美濃国厚見郡江崎村（現岐阜市）に生まれた。幼いうちに両親を失い、叔父の塩谷宇平に養われ、その農作業を手伝っていた。1863年（文久3年）、18歳の頃大垣の久世治作という写真史研究者の家に出入りするようになり、そこで1枚の写真を見せられて写真を志した。1870年（明治3年）同郷の権大参事小野崎蔵男に従って東京に出、その書生として勤めた。ある日、本屋で柳川春三の『写真鏡図説』を見つけて大枚を叩いて購入、さらに京橋竹川町の玉屋という眼鏡店でレンズを購入、写真術を独習した。1871年（明治4年）8月に小野崎蔵男は帰郷したが江崎は横浜に行って1か月程下岡蓮杖、上野彦馬に師事してこれまでの疑問点を解消した後、東京芝日陰町に間借りで写真スタジオを開業したがこれはうまく行かず、生活に行き詰まった。幸い知人に資本金600円を借りることができたため1874年（明治6年）に当時盛り場だった浅草奥山に写真館を移転、10年余の間に奥山でも一二を争う写真師となった。ここで浅草寺と仲見世の悶着解決を図ったり、後藤庄吉郎と共同で浅草勧業場を開設して産業振興を図る等後に東京市会議員となる素地を作った。
当時の一般の写真術は湿板写真であり、露光時間が5-15秒必要なだけでなく撮影前に感光材料を全て自分で作らなくてはならず、スタジオ外での撮影時には小型の暗室も持ち歩く必要があった。江崎は1884年（明治17年）5月19日、当時最新の乾板写真により隅田川での海軍短艇競争や水雷の発火演習を撮影し、「早撮りの江崎」として知られることとなった。天体写真や夜間撮影にも成功した。1887年（明治20年）には、息子の礼忠を写真の勉強のためにニューヨークに洋行させた。
1898年（明治31年）には東京市会議員･市参事会員に選出された。議員時代には東京における高層建築物の先駆けである浅草凌雲閣を発案している。1910年（明治43年）1月28日、65歳で死去。墓所は谷中霊園。

## 家族
四男は海軍技術中将の江崎岩吉。
長女、八重の三男は洋画家伊藤悌三。